# フランス系カナダ人
フランス系カナダ人（英語：French Canadians 、フランス語：男:Canadien Français 女: Canadienne Française）とは、基本的にはフランス出身の先祖を持つカナダ人（の民族的グループ）を指し、（そのほとんどが）17世紀または18世紀にヌーベルフランスに移住したフランスからの入植者の子孫である。カナダのフランス語圏社会の根幹をなしており、2011年の国勢調査によるとその数は5,077,215人でカナダの総人口の約15%を占めており、イングランド系カナダ人（6,509,500人）に次いで二番目に多い民族グループである。また（英語の「French Canadians」という用語は、広義には）フランス語を主に使用するカナダの国籍を持つ人々、を指すこともあり、カナダ国民の31%をなし、（そのほとんどが）カナダ・フランス語を話す人々である。

## 歴史

1750年の北アメリカの勢力図。ピンクはイギリス、青はフランス、橙はスペイン領を示す

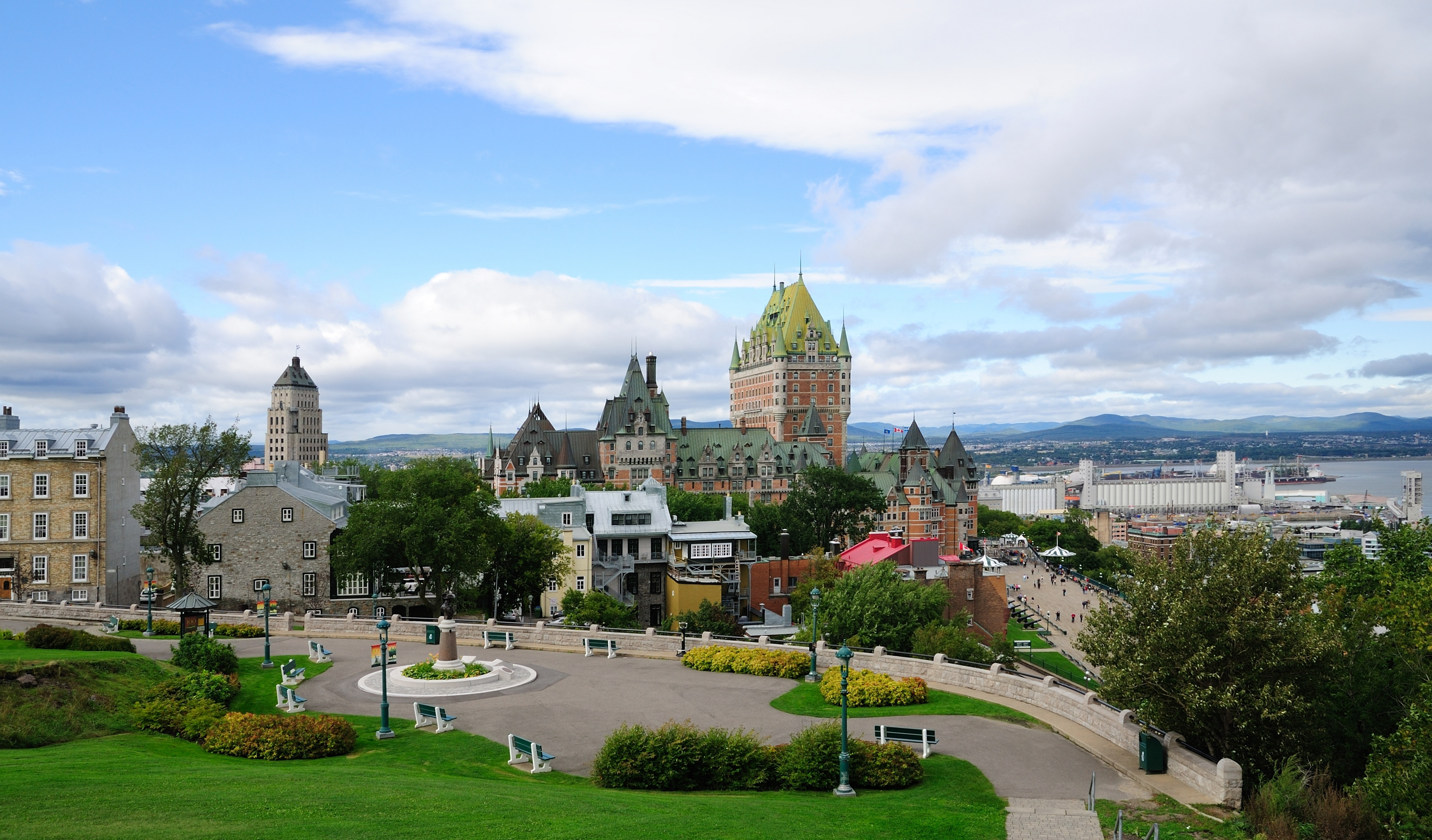
フランス系カナダ人文化の発祥の地となったケベック･シティーの旧市街

1524年にイタリア人の探険家、ジョバンニ・ダ・ヴェラッツァーノはイングランドが保有するニューファンドランド自治領とスペインが保有するヌエバ・エスパーニャ副王領の間の土地を新たに発見した。ヴェラッツァーノはフランス国王フランソワ1世にこの土地をフランスが領有するように説得し、土地を「フランチェスカ」「ノバ・ガリア（ヌーベルフランス）」と命名した。これがフランスによるアメリカ大陸の植民地化の始まりである。
毛皮交易所として1605年にはカナダで最初の恒久的な定住地であるポートロイヤルが、その3年後の1608年にはケベック・シティーが設立された。ヌーベルフランスはその後に発展を続け、最盛時の1712年には北はハドソン湾から南はメキシコ湾まで、東はニューファンドランド島から西はスペリオル湖まで領土を拡張した。しかし、1763年に締結されたパリ条約でフランスはカナダを含めて北アメリカの植民地統治を諦め、その領土をイギリスに譲渡した。
イギリスは1791年に、組み込んだケベック植民地をそれぞれ独自の議会を持つアッパー・カナダとローワー・カナダに分割統治する体制に変更した。この二つの政体は1837年に勃発したローワー・カナダの反乱が鎮圧された後、1841年に単一の政体に統一された。1840年代に入ると、フランス系カナダ人は少数派になったばかりでなく、経済的弱者として苦しむようになる。
1840年代から1930年代にかけて、約90万人のフランス系カナダ人がカナダを去ってアメリカ合衆国に、とりわけニューイングランド地方に移住した（ケベックからのディアスポラ）。
1969年に発効した公用語法によって英語とフランス語の二言語が公用語と規定され、1974年にはケベック州でフランス語を唯一の公用語とする宣言が行われた。また、ニューブランズウィック州、ユーコン準州、ノースウエスト準州、ヌナブト準州ではフランス語は公用語の一つとなっている。

## 人口と分布
次の表はフランス人を祖先に持つと回答したカナダの各行政区画の住民総数のデータである。2011年の国勢調査に基づく。
| 州または準州                         | フランス系 住民の割合 | フランス系 住民の人口 |
| ------------------------------------ | --------------------- | --------------------- |
| ケベック州                           | 29.2%                 | 2,256,600人           |
| オンタリオ州                         | 10.8%                 | 1,363,370人           |
| アルバータ州                         | 11.1%                 | 396,230人             |
| ブリティッシュコロンビア州           | 8.5%                  | 369,425人             |
| ニューブランズウィック州             | 27.2%                 | 199,970人             |
| ノバスコシア州                       | 17.0%                 | 154,130人             |
| マニトバ州                           | 12.6%                 | 147,810人             |
| サスカチュワン州                     | 12.2%                 | 122,655人             |
| プリンスエドワードアイランド州       | 21.1%                 | 28,950人              |
| ニューファンドランド・ラブラドール州 | 5.7%                  | 28,845人              |
| ユーコン準州                         | 13.1%                 | 4,380人               |
| ノースウエスト準州                   | 9.4%                  | 3,820人               |
| ヌナブト準州                         | 3.3%                  | 1,045人               |

## 文化

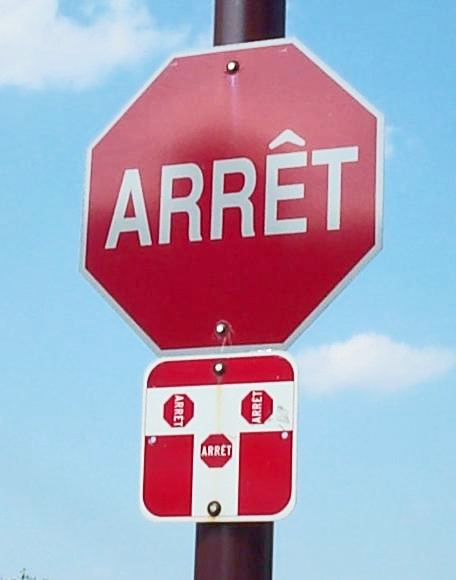
ケベック州の「一時停止」の標識

カナダ東部の沿岸地域のアカディア（ノバスコシア州、ニューブランズウィック州、プリンスエドワードアイランド州を含む地域）に定住したフランス人入植者の子孫はアカディア人と呼ばれている。このアカディア人とフランス系カナダ人の圧倒的多数を占めるケベック人 はそれぞれ相互に自分達とは異なる民族と考えており、民族の祭日は別の日に祝うし、別々の民族の旗も持っている。また、ケベック人とそれ以外のフランス系カナダ人（アカディア人も含む）では経済的・政治的利害が大きく違うために両者間の対立も存在する。
カナダ・フランス語はカナダで使用されるフランス語の言語変種を指す包括的用語である。ケベック・フランス語、アカディアン・フランス語、メティス・フランス語、ニューファンドランド・フランス語の主に4種の方言が存在する。特にケベック州においては約600万人がフランス語を母語としており、対して英語を母語とするケベック人は約60万人に過ぎない。カナダの国民の約85%が英語を話し、約31%がフランス語を話す。
フランス系カナダ人が信仰する宗教としてはローマ・カトリックが支配的である。フランスの宰相、リシュリューは1627年以降にカトリック教徒以外をヌーベルフランスへ植民させない方策を推進している。フランス系カナダ人の日常生活に密接に関わっていたカトリックの影響力も1960年から「静かなる革命」が進行した結果、大幅に低下した。

## 旗

ケベック人の旗
アカディア人（英語版）の旗
フランコ・アルバータン（英語版）の旗
フランザスコワ（英語版）の旗
フランコ・コロンビアン（英語版）の旗
フランコ・マニトバン（英語版）の旗
フランコ・オンタリアン（英語版）の旗
フランコ・ユーコンネ（英語版）の旗
フランコ・ヌナボワ（英語版）の旗
フランコ・テノワ（英語版）の旗

## フランス系カナダ人の著名人

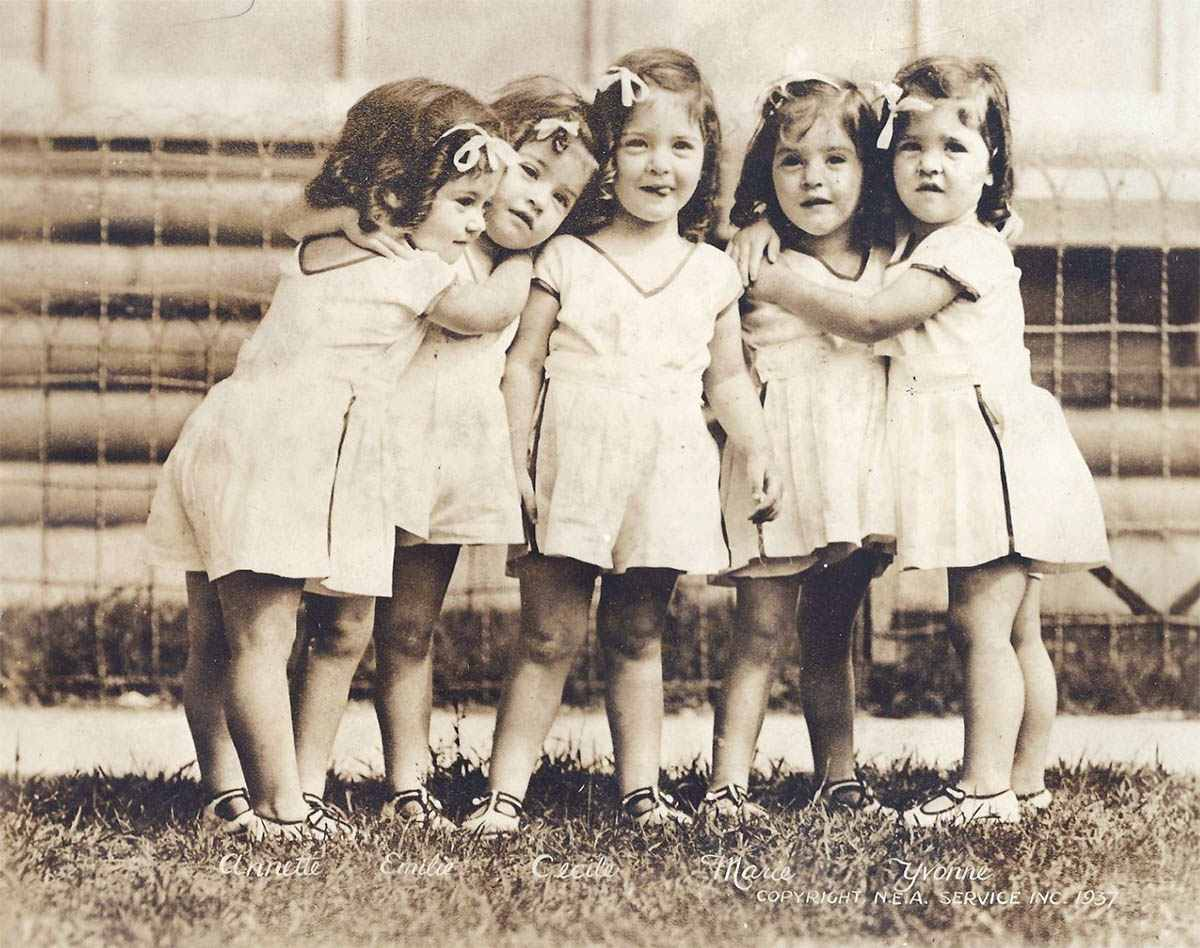
ディオンヌ家の五つ子姉妹

- ウィルフリッド・ローリエ（1841 - 1919）･･･フランス系カナダ人としては初のカナダ首相、第8代カナダ首相（在任:1896 - 1911）。巧妙かつ雄弁な政治家として、絶えず妥協を求める実務的な政策を推進した[34]。
- ガブリエル・ロワ（1909 - 1983）･･･フランス系カナダ人として初めてフェミナ賞を受賞した作家[35]。
- ピエール・トルドー（1919 - 2000）･･･第20・22代カナダ首相（在任:1968 - 1979、1980 - 1984）。英語とフランス語の二言語を公用語とする1969年の公用語法を筆頭に、「多文化主義」を推進した。1982年憲法によってカナダはイギリス連邦からの完全独立を達成した[36]。
- モーリス・リシャール（1921 - 2000）･･･アイスホッケー選手の枠を超えてカナダ社会に多大な影響を与えたナショナルホッケーリーグ（NHL）歴代屈指の名選手[37]。
- ルネ・レヴェック（1922 - 1987）･･･ケベック州首相（在任:1976 - 1985）としてケベック州の分離独立の是非を問う初の住民投票（1980年ケベック独立住民投票（英語版））を実施した[38]。
- ディオンヌ家の五つ子姉妹（1934年生まれ）･･･一卵性の五つ子姉妹かつ全員が幼児期以降まで成長した世界最初の五つ子として知られる。「奇跡の赤ちゃん」として世界恐慌期に世界的なシンボルとなった[39]。
- ポール・マーティン（1938 - ）･･･第27代カナダ首相（在任:2003 - 2006）。首相就任前に財務大臣（英語版）を務め、約420億ドルの赤字解消に成功した[40]。
- シャナイア・トゥエイン（1965 - ）･･･1997年発売の『カム・オン・オーバー（英語版）』で女性アーティストとしては歴代最多枚数のアルバムの売り上げを記録したカントリー・ミュージックのシンガーソングライター[41]。
- セリーヌ・ディオン（1968 - ）･･･2009年にフォーブス誌選定の「最も稼いだミュージシャン」でマドンナに次いで2位にランクインされた[42]。
- アラニス・モリセット（1974 - ）･･･グラミー賞を7回とジュノー賞を12回獲得しているシンガーソングライター[43]。
- ジョルジュ・サンピエール（1981 - ）･･･UFCウェルター級王者に三度輝いた総合格闘家[44][45]。
- アヴリル・ラヴィーン（1984 - ）･･･全世界で6つのナンバーワンシングルを獲得しているシンガーソングライター[46]。
- ジョナサン・テイヴス（英語版）（1988 - ）･･･史上最年少でトリプル・ゴールド・クラブを獲得したNHLの現役選手[47][48]。